# Gloria Laso
Gloria Sylvia Laso Lezaeta (Santiago, 24 de octubre de 1947) es una actriz y directora chilena con una gran trayectoria de casi 50 años. Realizó estudios formales en el Teatro de la Pontificia Universidad Católica de Santiago, donde se tituló en 1971. Es conocida por sus actuaciones en una serie de teleseries especialmente en Canal 13, donde hizo la mayoría de sus apariciones en la pequeña pantalla. 

## Biografía
Nació el 24 de octubre de 1947 en Santiago de Chile. Hija de Renato Laso Jarpa (n. 1918-f.¿?); coronel del Ejército de Chile, y de Sylvia Lezaeta Castillo (n. 1921-f. 1991). Tiene dos hermanas; Ángeles Laso y Francisca Laso. 
Por su lado paterno, es nieta de Olegario Lazo Baeza (n. 1878-f. 1964); capitán del Ejército de Chile, cónsul y miembro honorario de la Academia Chilena de la Lengua, y de Sara Jarpa Gana (n. 1884-f. 1976). Es bisnieta de Manuel Jesús Jarpa Merino (n. 1849-f. ¿?); coronel del Ejército de Chile, y tataranieta de Juan Manuel Jarpa Caamaño (n. 1804-f. 1876); comandante en jefe del Ejército de Chile, de ascendencia francesa.
Los primeros años, Laso creció en Santiago pero la carrera militar de su padre implicó muchas mudanzas para la familia y nunca vivieron mucho tiempo en la capital. Cursó sus estudios de Artes escénicas en la Pontificia Universidad Católica de Chile (PUC). Egresó en 1971.
En septiembre de 1974 fue secuestrada y torturada por agentes de la Dirección de Inteligencia Nacional (DINA); finalmente fue liberada gracias a gestiones de su padre y del general Óscar Bonilla, posteriormente abandonó el país; vivió en Europa cerca de una década.
Regresó a Chile a mediados de los años 1980 y retomó su carrera de actriz. En 1991 es galardonada en Festival de Cartagena de Indias por su papel principal en la película La Frontera, de Ricardo Larraín.
Es hermana de la sicoastróloga María de los Ángeles Lasso, experta en temas esotéricos. Tiene además una hermana menor, Francisca —chef—, y una media hermana, Anette —oncóloga infantil—.
Publicó un libro de memorias, El río que fluía hacia arriba (Pehuén Editores, 2009).

## Filmografía

### Cine
| Películas | Películas                  | Películas                | Películas                                    |
| Año       | Título                     | Rol                      | Director                                     |
| --------- | -------------------------- | ------------------------ | -------------------------------------------- |
| 1972      | Estado de sitio            | Rafaela                  | Costa-Gavras                                 |
| 1974      | Gracia y el forastero      | Mérida                   | Sergio Riesenberg                            |
| 1975      | Los transplantados         | Ruffina Madre de Soledad | Percy Matas                                  |
| 1980      | La rosa de los vientos     | Sra. Haller              | Patricio Guzmán                              |
| 1985      | The Lawless Land           | Mujer maltratada         | Jon Hess                                     |
| 1988      | Ángeles                    |                          | Tatiana Gaviola                              |
| 1988      | La estación del regreso    | Beatriz                  | Leo Kocking                                  |
| 1991      | La Frontera                | Maite                    | Ricardo Larraín                              |
| 2003      | B-Happy                    | Gladis                   | Gonzalo Justiniano                           |
| 2007      | Corazón Secreto            | Iridessa De la Fuente    | Miguel Ángel Vidaurre Carlos Flores del Pino |
| 2012      | Caleuche                   | Mujer de Simón           | Jorge Olguín                                 |
| 2013      | Gloria                     |                          | Sebastián Lelio                              |
| 2015      | Sopas de Margarita         | Carmen                   | Daniel Miranda                               |
| 2015      | Vida sexual de las plantas | Cristina                 | Sebastián Brahm                              |

### Telenovelas
| Año       | Título                | Papel                    | Notas    |
| --------- | --------------------- | ------------------------ | -------- |
| 1971      | La pendiente          | —                        | Canal 13 |
| 1972-1973 | La sal del desierto   | —                        | TVN      |
| 1983      | El juego de la vida   | Rita River               | TVN      |
| 1983      | La represa            | Blanca Suárez            | TVN      |
| 1984      | Los títeres           | Nancy Bustos             | Canal 13 |
| 1985      | Matrimonio de papel   | Emilia Ramos             | Canal 13 |
| 1985      | La dama del balcón    | Asunta                   | TVN      |
| 1986      | La villa              | Mara Dupont / Vilma Ríos | TVN      |
| 1988      | Vivir así             | Clara Martínez           | Canal 13 |
| 1989      | A la sombra del ángel | Ester Riesling           | TVN      |
| 1989      | Bravo                 | Cora                     | Canal 13 |
| 1990-1991 | Acércate más          | Trinidad                 | Canal 13 |
| 1991      | Ellas por ellas       | Carmen Andrade           | Canal 13 |
| 1992      | Fácil de amar         | Luisa                    | Canal 13 |
| 1993      | Doble juego           | Marta Bernal             | Canal 13 |
| 1994      | Rojo y miel           | Victoria Zambrano        | TVN      |
| 1995      | El amor está de moda  | María Luisa Valdivieso   | Canal 13 |
| 1997      | Rossabella            | Mónica Pérez de Arce     | Mega     |
| 1998      | A todo dar            | Susana Flores            | Mega     |
| 1999      | Algo está cambiando   | Isabel Risopatrón        | Mega     |
| 2004-2005 | Tentación             | Elena Canales            | Canal 13 |
| 2006-2007 | Montecristo           | Mónica Elgueta           | Mega     |
| 2010-2011 | Primera dama          | Elena Cruz               | Canal 13 |
| 2014      | Volver a amar         | Blanca Hernández         | TVN      |
| 2017-2018 | Wena profe            | Loreto Montes            | TVN      |
| 2023-2024 | Juego de ilusiones    | Isabel Zárate            | Mega     |

### Series y unitarios
| Serie de televisión | Serie de televisión | Serie de televisión                                                         | Serie de televisión |
| Año                 | Serie | Rol                                                                         | Canal               |
| ------------------- | --- | --------------------------------------------------------------------------- | ------------------- |
| 1992                | Estrictamente sentimental | Nora Balmaceda                                                              | TVN                 |
| 1993                | La patrulla del desierto | Rosario                                                                     |                     |
| 1998                | Brigada Escorpión (episodio "Muerte por encargo") | Marta Contreras                                                             |                     |
| 2002                | Más que amigos | Ana María Solar                                                             | Canal 13            |
| 2003                | Cuento de mujeres (episodio "La Baby") (episodio "Irma") | Mariana Sánchez Victoria Soto                                               | TVN                 |
| 2004                | Tiempo final: en tiempo real (episodio "Los Venenosos") | Ada Rivera                                                                  | TVN                 |
| 2005                | Los simuladores | Gabriela Montecinos                                                         | Canal 13            |
| 2005                | El cuento del tío | Maritza Poblete                                                             | TVN                 |
| 2002-2006           | La vida es una lotería (episodio "Todo por Débora") (episodio "La mujer de Samuel ") (episodio "Hermanas de Quillota") (episodio "Caída del cielo") (episodio "Corazón de oro") | Margot Concha Marisol Sepúlveda Clara Pérez Norma Segovia Mercedes OIivares | TVN                 |
| 2002-2006           | Reporteras urbanas | Josefa Donoso                                                               | Chilevisión         |
| 2002-2006           | Urgencias | Aurelia Méndez                                                              | Mega                |
| 2002-2006           | El Aval | Isidora Puelma                                                              | TVN                 |
| 2010                | Secretos a voces | Carlota Marmolejo                                                           | UCV                 |
| 2013                | Lo que callamos las mujeres | Graciela Redolés                                                            | Chilevisión         |
| 2017                | 12 días que estremecieron Chile | Norma Cortés                                                                | Chilevisión         |
| 2017                | Irreversible | Luz Vidal                                                                   | Canal 13            |
| 2018                | La cacería: las niñas de Alto Hospicio | María Gómez                                                                 | Mega                |

### Programas de televisión
- Teatro en Chilevisión (Chilevisión, 2007) - Invitada
- De todo un poco (Liv TV, 2007) - Conductora
- Mentiras Verdaderas (La Red, 2013) - Invitada
- Buenos días a todos (TVN, 2014) - Invitada

## Premios y nominaciones
- Nominada al Oso de Plata en el Festival de Cine de Berlín a la Mejor Actriz por La Frontera en 1991.
- Premio Catalina de Oro en el Festival de Cartagena de Indias a la Mejor Actriz por La Frontera en 1991.
- Laurel de Oro a la Mejor Actriz por La Frontera en 1991.
- Premio APES a la Mejor Actriz por A todo dar en 1988